# Konrad von Henkel-Gebhardi

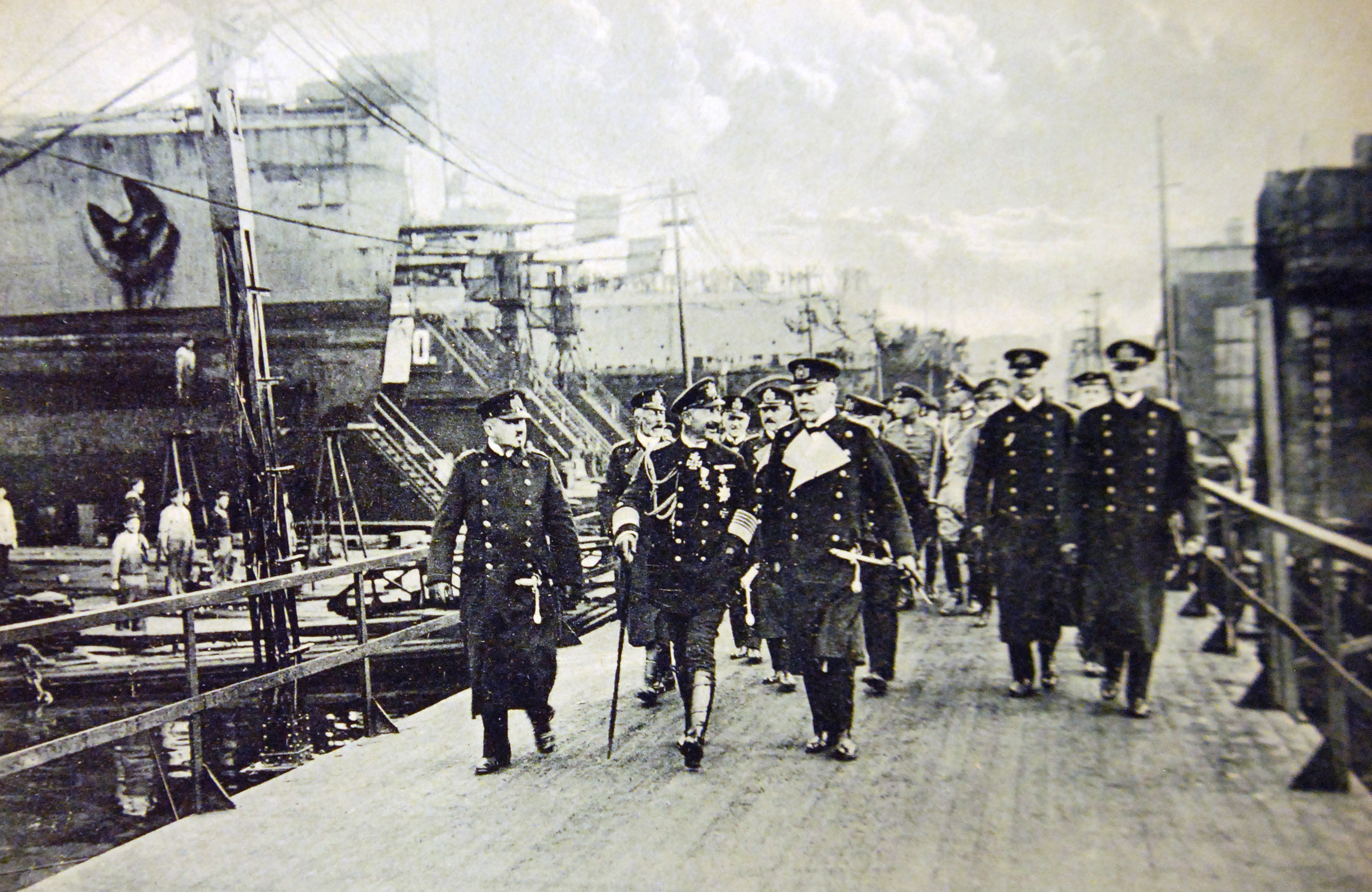
Kaiser Wilhelm II (Mitte) mit Konrad von Henkel-Gebhardi (rechts vom Kaiser) bei der Besichtigung der Kaiserlichen Werft Kiel

Vizeadmiral Konrad von Henkel-Gebhardi, 1914

Konrad Friedrich August Henkel, seit 1914 von Henkel-Gebhardi (* 4. Juni 1860 in Kassel; † 22. Juni 1923) war ein deutscher Admiral der Kaiserlichen Marine.

## Biografie
Konrad Henkel-Gebhardi trat im April 1877 als Kadett in die Kaiserliche Marine ein. Er kam auf die Niobe und wurde 1878 auf der König Wilhelm Fähnrich zur See. Nachdem er an der Militärturnanstalt Berlin gewesen war, kam er 1888 als Wachoffizier auf die Gneisenau. Als Leutnant zur See wurde er im März 1889 als Inspektionsoffizier an die Marineschule kommandiert. Ab Sommer 1891 war er auf der Deutschland. Mitte Mai 1893 wurde er als Erster Offizier auf die Comet kommandiert und wurde im Juli 1893 zum Kapitänleutnant befördert. Ab Mitte August 1893 besuchte er den II. Coetus an der Marineakademie. Im April 1894 kam er auf die Stosch und wurde dann Ende August 1894 kurz Erster Offizier auf der Heimdall. Zum 21. September 1894 erfolgte seine Kommandierung zur I. Marineinspektion. Mit der Reduzierung der Besatzung im Dezember 1894 übernahm er die Heimdall und blieb bis April 1895 in dieser Kommandierung. Er war auch noch Navigationsoffizier auf der Moltke, Erster Offizier auf der Mars und Kommandeur der dritten Matrosenartillerieabteilung Lehe. 1900 wurde er Korvettenkapitän. Ab der erneuten Indienststellung im Oktober 1903 wurde er als Kommandant der Odin eingesetzt und erhielt im Mai 1904 seine Beförderung zum Fregattenkapitän. Mit der erneuten Außerdienststellung im Oktober 1904 in Danzig gab er das Kommando wieder ab. Anschließend übernahm er bis September 1905 die wieder in Dienst gestellte Ägir und wurde zum Kapitän zur See befördert. Es folgten drei Jahre am Reichsmarineamt. Von Oktober 1908 bis Januar 1910 war er Kommandant der Pommern.
Von Juni 1910, ab 19. November 1910 Konteradmiral, bis Oktober 1918 war er Oberwerftdirektor der Kaiserlichen Werft Kiel. Im Juli 1914 wurde er Vizeadmiral. Bis zu seiner Verabschiedung aus der Marine am 13. Dezember 1918 war er zur allerhöchsten Verfügung gesetzt. Am 20. November 1914 war er geadelt worden und war am 11. August 1918 mit dem Charakter als Admiral ausgezeichnet worden.

### Familie
Konrad Henkel war ein Adoptivsohn von Karoline von Gebhardi (1843–1925). Am 9. September 1893 hatte er in Kiel Doris Johanna Marie Nahtlev (* 1869) geheiratet.

### Auszeichnungen
Bis Mitte Februar 1918 war er u. a. mit folgenden Orden ausgezeichnet worden:
- Roten Adlerorden II. Klasse mit dem Stern, Eichenlaub und Schwertern
- Königlichen Kronen-Orden II. Klasse mit dem Stern
- Bremischen Hanseatenkreuz
- Ehrengroßkreuz des Großherzoglich Oldenburgischen Haus- und Verdienstorden des Herzogs Peter Friedrich Ludwig mit Schwertern
- Friedrich-August-Kreuz I. Klasse